# Harmar Denny (Politiker)

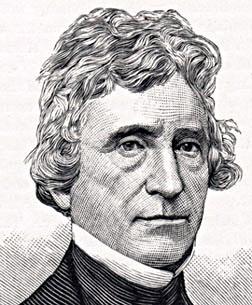
Harmar Denny

Harmar Denny (* 13. Mai 1794 in Pittsburgh, Pennsylvania; † 29. Januar 1852 ebenda) war ein US-amerikanischer Politiker. Zwischen 1829 und 1837 vertrat er den Bundesstaat Pennsylvania im US-Repräsentantenhaus.

## Werdegang
Im Jahr 1813 absolvierte Harmar Denny das Dickinson College in Carlisle. Nach einem anschließenden Jurastudium und seiner 1816 erfolgten Zulassung als Rechtsanwalt begann er in Pittsburgh in diesem Beruf zu arbeiten. Politisch schloss er sich der Anti-Masonic Party an. Zwischen 1824 und 1829 war er Abgeordneter im Repräsentantenhaus von Pennsylvania.
Bei den Kongresswahlen des Jahres 1828 wurde ursprünglich der spätere US-Senator William Wilkins für den 16. Wahlbezirk Pennsylvanias in den Kongress gewählt. Dieser trat aber noch vor seiner Amtseinführung zurück. Die fällige Nachwahl gewann Harmar Denny, der dann am 15. Dezember 1829 sein neues Mandat antrat. Nach drei Wiederwahlen konnte er bis zum 3. März 1837 im Kongress verbleiben. Seit dem Amtsantritt von Präsident Andrew Jackson im Jahr 1829 wurde innerhalb und außerhalb des Kongresses heftig über dessen Politik diskutiert. Dabei ging es um die umstrittene Durchsetzung des Indian Removal Act, den Konflikt mit dem Staat South Carolina, der in der Nullifikationskrise gipfelte, und die Bankenpolitik des Präsidenten. Im Jahr 1836 verzichtete Denny auf eine weitere Kandidatur.
Nach dem Ende seiner Zeit im US-Repräsentantenhaus praktizierte er wieder als Anwalt in Pittsburgh. 1837 nahm er als Delegierter an einem Verfassungskonvent seines Staates teil. Um diese Zeit wurde er Mitglied der Whig Party. Im Jahr 1840 war er einer von deren Wahlmänner, die William Henry Harrison offiziell zum Präsidenten wählten. Später stieg er in das Eisenbahngeschäft ein. Er war an der Gründung zweier Eisenbahngesellschaften beteiligt. 1851 wurde er Präsident der Pittsburgh & Steubenville Railroad. Ein Jahr zuvor lehnte er die Nominierung für die Kongresswahlen ab. Harmar Denny war auch Kurator der Western University of Pennsylvania und Direktor beim Western Theological Seminary. Seit 1848 war er gewähltes Mitglied der American Philosophical Society. Er starb am 29. Januar 1852 in Pittsburgh, wo er auch beigesetzt wurde. Sein Urenkel Harmar D. Denny (1886–1966) wurde ebenfalls Kongressabgeordneter.